# 기착점
기착점은 바둑에서, 이미 두어진 돌이다.